# Je compte sur vous
Je compte sur vous is een thriller uit 2015 van Pascal Elbé. Het verhaal is geïnspireerd op het leven van Gilbert Chikli, een Frans oplichter.

## Verhaal
Gilbert Perez is verslaafd aan oplichtingen, voor het geld dat hij er aan verdient maar voornamelijk voor de adrenaline die het hem geeft. Hij licht zijn slachtoffers op door ze via telefoongesprekken wijs te maken dat hij hun baas is of een agent van de Franse geheime dienst, om ze op die manier veel geld af te luizen. Hoewel hij zijn vrouw Barbara een zo normaal mogelijk leven proberen te bieden blijkt dit onmogelijk door zijn verslaving.

## Rolverdeling
| Acteur            | Personage                         |
| ----------------- | --------------------------------- |
| Vincent Elbaz     | Gilbert Perez                     |
| Julie Gayet       | Barbara Perez                     |
| Zabou Breitman    | inspecteur Moretti                |
| Ludovik Day       | Maxime Perez                      |
| Anne Charrier     | Céline Lerbier                    |
| Lionel Abelanski  | Lefèvre                           |
| Nicole Calfan     | Rose Perez                        |
| Catherine Mouchet | rechter                           |
| Dan Herzberg      | Je-M'en-Bats-Les-Couilles (JMBLC) |